# Viliame Gavoka
Viliame Rogoibulu Gavoka, né le 8 juillet 1950, est un homme politique fidjien.

## Biographie
Après des études à l'université du Pacifique Sud, il travaille plus de trente ans dans l'industrie du tourisme, et devient à terme le président du Fiji Visitors Bureau, l'agence publique de tourisme des Fidji. En 2009, il est nommé président de la Fédération fidjienne de rugby à XV. Il en est toutefois rapidement licencié pour y avoir mal organisé une loterie. En 2010 il est nommé membre du comité de direction de l'entreprise Fijian Holdings Limited, société aidant les co-opératives et petites entreprises autochtones dans des domaines tels que l'immobilier, les médias, les entreprises du tourisme ou la finance,.
Il quitte ce poste en 2014 pour entrer en politique, et se présente avec succès comme candidat du Parti libéral social-démocrate (SODELPA, droite conservatrice autochtone) aux élections législatives cette année-là. Siégeant ainsi sur les bancs de l'opposition au gouvernement de Frank Bainimarama, il est réélu au Parlement en 2018. En 2015, sa fille Ela épouse Aiyaz Sayed-Khaiyum, le ministre de la Justice et numéro deux du gouvernement.
En novembre 2020, il est élu chef du SODELPA. Les députés du parti refusent toutefois de faire de lui le chef de l'opposition parlementaire, élisant Ratu Naiqama Lalabalavu à cette fonction en décembre par quatorze voix contre cinq pour Viliame Gavoka. Devant gérer un parti fracturé en factions depuis plusieurs mois, ce dernier appelle ses membres à se rassembler autour de propositions concrètes pour améliorer les opportunités économiques et le niveau de vie des Fidjiens autochtones en vue des élections de 2022.
Le parti qu'il mène s'effondre aux élections de 2022, ne conservant que trois sièges, largement devancé par l'Alliance populaire issue de sa scission. L'entente entre l'Alliance populaire et le Parti de la fédération nationale remporte 26 sièges, à égalité avec le parti du gouvernement Bainimarama sortant, Fidji d'abord. Le Sodelpa avec ses trois députés se trouve ainsi en position de faiseur de roi et exige, en contrepartie de son soutien, la multiplication par dix du budget alloué aux affaires autochtones, le rétablissement du Grand Conseil des Chefs (conseil de chefs coutumiers autochtones aboli par le gouvernement Bainimarama), la gratuité de l'enseignement supérieur, et l'ouverture d'une ambassade fidjienne « en Terre sainte » à Jérusalem au nom de l'identité chrétienne revendiquée par le parti pour les Fidji,. Après avoir reçu et entendu les représentants des autres partis, le comité de direction du Sodelpa vote à bulletin secret et choisit, par treize voix contre douze, de former un gouvernement avec l'Alliance populaire et le PFN plutôt qu'avec Fidji d'abord. Les trois partis s'entendent sur un gouvernement de coalition mené par Sitiveni Rabuka, chef de l'Alliance populaire. Viliame Gavoka devient l'un des trois vice-Premiers ministres, avec Biman Prasad et Manoa Kamikamica, et est également nommé ministre du Tourisme et de l'Aviation civile.